# Xiphocentron sturmi
Xiphocentron sturmi är en nattsländeart som beskrevs av Sturm 1960. Xiphocentron sturmi ingår i släktet Xiphocentron och familjen Xiphocentronidae. Inga underarter finns listade i Catalogue of Life.